# Fullmetal Alchemist
Fullmetal Alchemist (鋼の錬金術師 Hagane no Renkinjutsushi) er en manga-serie lavet af Hiromu Arakawa. Der er også lavet en anime over serien. Det sidste kapitel i serien blev udgivet den 6. oktober 2010. Animeen er også afsluttet og består af 51 afsnit.

## Synopsis
Fullmetal Alchemist foregår i det 20. århundrede i et land kaldet Amestris i et alternativt historisk univers, hvis teknologiske stade tilsvarer Europas først i det 20. århundrede. I dette univers er alkymi den dominerende form for videnskab, dog med en mere magisk, overnaturlig fortolkning end den virkelige form for alkymi.
Historien omhandler to brødre: Edward (Ed) og Alphonse (Al) Elric. De er på jagt efter "De Vises Sten" ("The Philosopher's Stone") som de skal bruge til at gendanne de kropsdele, som de mistede, da de forsøgte at genoplive deres mor ved hjælp af Alkymi. Stenen, som i alkymi siges at skulle kunne omdanne bly til guld, kan i følge Fullmetal Alchemist serien skulle gøre det mulige muligt (så som at omdanne metal ud af ingenting). Edward mistede sit venstre ben og Alphonse hele sin krop. Edward ofrede da sin højre arm for at forsegle Alphonses sjæl i en rustning. Dette bandt de to brødre sammen med et stærkt bånd. I deres forsøg på at finde ”De Vises Sten” støder brødrene på en mystisk fjende der kalder sig Homunculi og består af tilsyneladende udødelige menneskelignende væsner, der er navngivet med hver deres dødssynd, som arbejder for en mystisk person kendt kun som Far, der akter at udnytte brødrene som ofringer i sin plan.

## Speciel betydning af alkymi
I sin historiske form er alkymi for det meste blot en udgave af kemi. Derimod fortolkes alkymi i Fullmetal Alchemist lidt mere fantastisk og minder mest af alt om magi. Dog holdes der fast i princippet "Equal Trade" eller oversat "Lige handel", hvor man ikke kan opnå noget uden at give afkald på noget andet. Herved søges det at handle fair for at overholde naturens principper.
Kort sagt tillader det en person at omdanne metal til et sværd eller en kniv, så længe den er af samme masse som det stykke metal der blev brugt.
Det er dog umuligt at omdanne organisk materie til uorganisk materie, eller skabe noget er der større end det materiale man bruger i processen (man kan ikke forvandle en blomst til en statue). Den eneste undtagelse til dette, er den sagnomspåndende Philosopher's Stone der siges er gøre folk i stand til at ignorere "Lige handel".

## Personerne

### Edward Elric
Edward Elric: også kaldet Ed, er den ældste bror og hovedpersonen. Han har gyldne øjne og gyldent hår samlet i en fletning (sommetider en hestehale). Derudover er hans "image" præget af en rød jakke og en "antenne" af hår, der får ham til at føle sig højere. Hans store svaghed er netop sin højde, eller rettere manglen på denne, hvilket han ikke indrømmer frivilligt. Hver gang nogen omtaler ham som lille bliver han overdrevet fornærmet og går ofte bersærk, enten ved at slå/sparke dem med sine metal lemmer, eller ved at benytte alkymi. Bare nogen nævner ordet lille, knægt, eller kort i hans nærhver er nok til at få ham til at gå amok, om det er tiltænkt ham eller ej. Ed lader også til at have en naturlig evne til at fornemme når nogen i nærheden kalder ham lille, som da han reagerede da Scar beskrev ham som "den lille alkymist" over for May Chang, på trods af at Ed var i en anden ende af lokalet og Scar ikke talte særligt højt. Hans alkymist-navn er Fullmetal og givet til ham af præsidenten, dengang Edward blev Statsalkymist og dermed også skødehund for militæret. Hans kodenavn, Fullmetal, er ret ironisk, eftersom kun hans højre arm og venstre ben er af metal. Sit venstre ben, mistede han i forsøget på at bringe sin mor tilbage til livet, og det er er nu erstattet af et mekanisk ét af slagsen – eller en autoprotese, som det kaldes. Også hans højre arm er mekanisk, da han ofrede denne for at forsegle sin brors sjæl i en rustning, i et forsøg på at rede dennes liv uanset konsekvens.

### Alphonse Elric
Alphonse Elric: også kaldet Al, den yngste bror, hvis sjæl er blevet forseglet i en stor rustning af Edward. Han er ikke i stand til at spise eller sove, da han ikke har en krop. Han er den roligste af de to brødre og bliver ofte forvekslet med sin ældre bror, da han er mere moden, virker som den ældste og er højere på grund af sin rustnings krop. Hans rustnings krop er også grunden til at folk tit tror at det er ham der er Fullmetal alkymisten eftersom hele hans krop er af metal.

### Winry Rockbell
Winry Rockbell: er de to brødres barndomsveninde og Edwards mekaniker. Edward kommer tit og besøger hende, når hans mekaniske arm skal til eftersyn eller er blevet ødelagt, (hvilket hun bliver temmelig vred over da hun er meget stolt af sit arbejde). Hun er datter af to læger, som blev dræbt i Ishval-krigen, og bor nu sammen med sin bedstemor Pinako ude på landet. Gennem serien bliver det tydeligt at hun og Edward kan lide hinanden, hvilket er åbenlyst for alle andre, selvom de begge benægter det.

### Roy Mustang
Roy Mustang: er en statsalkymist og Flamme-alkymist, som det hedder, fordi han er i stand til at skabe ild med pentagrammer på sine handsker. Han er oberst i militæret, men hans egentlige mål er at blive præsident. Da hans bedste ven Maes bliver dræbt, bliver Roy besat af at finde den skyldige og hævne sin ven. Da han endelig finder den skyldige (Envy indrømmer gladelig at det var ham, der gjorde det), bliver Roy så opslugt af had at han gentagende gange brænder Envy, der ikke har en chance mod Roy. Heldigvis bliver Roy stoppede af Edward og Scar inden han dræber Envy helt.

### Scar
Scar: er en af de få overlevende ishvalanere fra Ishval-krigen. Hans sande navn er en gåde, da han hævder at ladt det, blandt hans hjemlands ruiner. . Hans mål er at hævne sig ved at dræbe alle statsalkymister, da det var en af disse, som dræbte hans familie og hans folk. Hans højre arm (der i virkeligheden tilhører hans bror) er tatoveret med et alkymi pentagram og blev givet til ham af hans bror da han mistede sin egen i krigen.

### Maes Hughes
Maes Hughes er en Roy Mustangs underordnede officerer, og en god ven af Elric brødrene. Maes er en overdrevet stolt far, og leverer mange komiske indslag med dette personlighedstræk. Han elsker at fortælle andre, hvor smuk hans kone er, og hvor dejlig hans datter er. Han elsker også at presse billeder af sin datter og nogle gange sin kone op i ansigtet på andre folk. På trods af dette er Maes meget seriøs og kompetent om sit arbejde. Han er ikke alkymist, men er stadig en yderst habil modstander. Maes var den første der opdaget hvad formålene med krigene rundt om i landet egentlig var, men da han ville fortælle Roy om dette, blev han uheldigvis dræbt af Homunculusen Envy.

### Alex Louis Armstrong
Alex Louis Armstrong er også en statsalkymist, hvis familie har en lang tradition for at være prominente statsalkymister. Armstrong er først og fremmest en komisk karakter. Han er meget høj og muskuløs, men også en meget følsom fyr der har let til tåre. Armstrong har en vane med at rive tøjet af sin overkrop, med det oprigtige gode ønske at lade folk nyde synet af sin imponerende fysik. Når han vil overtale nogen til noget, river han ligeledes typisk sit tøj af og spænder musklerne. Selv mener han at have den pointe, at en mand med hans imponerende krop kun kan have ret, mens de andre adlyder ham udelukkende af frygt for hans styrke.
Et andet træk ved ham er, at han mener at alt han har lært, er blevet overleveret i hans familie i generationer. Dette spænder fra nyttige egenskaber i f.eks. alkymi, til direkte tåbelige handlinger, så som at forfølge Edward ubemærket og kalde det Armstrong familiens forfølgelses teknik.

### Jean Havoc
Jean Havoc er løjtnant og en af Roy Mustangs underordnede. Han har et forfærdeligt held med hensyn til personer af det modsatte køn og har derfor utallige forliste parforhold bag sig. Eksempelvis må han vrage en pige fordi han skal flytte til Central, og efter han finder en kæreste i Central, viser hun sig i virkeligheden at være Homunculusen Lust.
Jean Havoc er O.K god til anvendelse af diverse skydevåben (dog ikke i samme stil som Hawkeye).

### Heymans Breda
Heymans Breda er løjtnant og en af Roy Mustangs underordnede. Han er mest kendt for sin store mave og at hans uniform er konstant uknappet (om maven er skyld i at den er uknappet eller om den er uknappet er skyld i maven ved vi ikke.) Han er Jean Havocs bedste ven da de gik på militær akademiet på samme tid og bestod samtidig. Han er specielt god til strategi spil og lider af skræk for hunde.
Heymans Breda bliver ikke på noget tidspunkt set anvende et skyde våben men en officiel udgivet malebog med Fullmetal Alchemist viser ham anvende Stielhandgranate (tysk håndgranat under 2. verdenskrig).

### Vato Falman
Vato Falman er Sergent og en af Roy Mustangs underordnede. Han er en af dem der introduceres hurtigt da han er med i kampen om toget.
Vato Falman har ingen felt erfaring, eksempelvis under en kamp sammen med Jean Havoc (der er hætteklædt) lugter han cigaretrøg og udbryder "Løjtnant Havoc!" til hvilket Jean Havoc sukker og siger at det er derfor han hader at kæmpe med folk uden felt erfaring da de ikke ved hvornår de skal holdekæft.
Modsat dette er Falman den i serien der siger utroligt lidt. Han er høj med gråt hår men ufatteligt stille medmindre folk beder om hans mening. Falmans evner er altså ikke af kamperfaring, men hans hukommelse, han kaldes ikke "Det omvandrende leksikon" uden grund.

### Kain Fuery
Kain Fuery er Sergent og en af Roy Mustangs underordnede. Han siger ikke meget i anime'en men siger en del i manga'en. Han har ringe kamperfaring, er lille af bygning og bruger briller, kortsagt den ideelle soldat. Men, han har evner for hans passion. Han har utrolige evner med hensyn til radio og telefon hvilket er derfor han er kommet med. Han er en utrolig dyreven.

### Van Hohenheim
Van Hohenheim er Edwards og Alphonses far. Han var oprindelig en slave fra Xerxes der kun hed slave nr. 23. Men en dag mødte han en mystisk Homunculi I en flaske. Denne Homunculi var blevet "født" ud af hans blod og den lærte ham alkymi og hjalp ham med at få en uddannelse der muliggjorde det for ham at få et navn og blive en fri person. Men da kongen af Xerxes blev desperat for at undslippe sin kommende død, lavede Homunculi en aftale med kongen for at give ham udødelighed. Kongen beordrede at hele Xerxes skulle omdannes til en Transmutations Cirkel (Alkymi Pentagram) og omdannede hele befolkningen til en Philosopher's Stone. Men da det blev tid til at aktivere den opdagede kongen at han var blevet narret, og at cirklens center var ikke kongen men under Homunculusen og hans vært, Van Hohenheim. Som resultat blev hele Xerxes, inklusiv kongen og han råd omdannet til to Philosopher's Stone. Den ene var Homunculien senere kendt som Father, den anden var Van Hohenheim. 350-400 år senere ankom Van Hohenheim til Amestris, mødte Trisha Elric og sammen fik de to sønner, Edward og Alphonse.

### Ling Yao
Ling Yao er en prins fra nabolandet Xing, der er ankommet til Amestris i søgen efter "the Philosopher's Stone" med det mål at opnå udødelighed så han kan overtage tronen efter sin far kejseren. Han er 15 år ligesom Ed (Ed er et par måneder ældre) men er højre end ham og virker mere moden, hvilket Ed ikke bryder sig om. Ling bliver hurtigt gode venner med Ed og Al selvom det tager noget tid for Ed at åbne sig op, eftersom Ling konstant driver ham til vandvid, så som at sende sine to bodyguards til at angribe Ed og Al kort tid efter at de mødes, eller spise en enorm mængde mad og efterlade Ed med regningen, og så har han også for vane at opføre sig naïvt and uansvarligt. Lings jagt på stenen ender med en konfrontation med Father, der implantere en sten i hans krop, hvilket forvandler Ling til den nye Greed under Father, men også denne Greed ender med at foråde Father da han genvinder sine minder fra den tidligere Greed.

### May Chang
May Chang er også fra Xing, hun er Lings halvsøster og arving til tronen ligesom ham. Ligesom sin halvbror, er May ankommet til Amestris i søgen efter "the Philosopher's Stone" for at opnå udødelighed så hun kan overtage tronen fra sin far kejseren af Xing. På trods af sin unge alder, er May en utrolig god kriger, der benytter sig af både kampsport, og alchemy (Alkehestri i Xing). Hun ses tit i selskab med en lille pandabjørn som alle tror er en kat, på grund af dens unaturligt lille størrelse. I starten er May besat af at møde Edward Elric som hun har hørt om, og forestiller sig tit hvordan han er, en drømmeprins, hun bliver dog hurtigt skuffet når hun endelig møder ham. I stedet for, kaster hun sin kærlighed på Edwards bror Alphonse, efter han forklare at han ikke er ligesom sin bror, lige modsat. Alphonse viser også interesse for May, selvom det nu er mere som venner og ikke romantisk.

## Homunculus

### Father
Father (Far) er den først Homunculus skabt for mere end 400 år siden. Han er identisk til Van Hohenheim, bortset fra frisuren, tøjet, mangel på briller, og lidt flere rynker. Han er også skaberen og lederen af de syv Homunculi. Father er en levende Philosopher's Stone skabt ud af halvdelen af alle menneskene fra det gamle rige Xerxes (den anden halvdel er I Van Hohenheim). Father er I virkeligheden lederen af Ametris men arbejder I det skjulte, og overlader opgaven at lede landet til sin "Søn" Wrath. Father planlægger at bruge Amestris befolkning til at skabe endnu en Philosopher's Stone og blive en komplet person.

### Lust
Lust, opkaldt efter dødssynden Lust "Begær", er den næstældste Homunculus skabt af Father og er omkring 250 år gammel. Hun ses ofte I selskab med sin "Bror" Gluttony og nogle gang med sin anden søskende Envy. På trods af hendes navn er hun ikke særlig begærlig, men snarere attraktiv og forførende. Dette gør hende til den ideelle dukkefører, i stand til at få andre til at gøre hvad hun vil. Hun har ofte rollen som budbringer for Father. Hendes egen unikke evne er at forlænge hendes fingerspidser til lange, fleksible, tynde klinger skarpe nok til at skære igennem hvad som helst. Længden på hvilke de kan forlænges lader ikke til have en grænse, hvilket har givet hende navnet Ultimativt Spyd "Ultimate Spear" blandt hendes Homunculus søskende.

### Gluttony
Gluttony, opkaldt efter dødssynden Gluttony "Frådserig", er den næst yngste Homunculus skabt af Father og er omkring 100 år gammel. Som hans navn antyder, er han altid sulten og ikke bare vil, men også kan æde hvad som helst, huse, træer, mennesker, alt. Han ses ofte i selskab med Lust, og er gruppens sporhund da han kan opspore folk med sin lugtesans. Han har også den opgave at skaffe sig af med beviser og alt hvad Father ikke vil have andre finder. Lige som Sloth, er han ikke den mest intelligente og handler mest ud fra instinkt, men på trods af det er han meget barnlig og lader ikke til at vide at dem han æder dør. Hans eneste motivation til at slås er hvis han må æde sit offer bagefter, og han spørger altid sin modstander om han må æde dem.

### Envy
Envy, opkaldt efter dødssynden Envy "Jalousi", er den fjerde Homunculus skabt af Father og er omkring 175 år gammel. Envy er den ledeste, ondeste og mest sadistiske af alle de syv Homunculier, men som "hans" navn antyder, er "han" i virkeligheden jaloux på mennesker. Envy er kønsløs, men bliver ofte beskrevet som en "han", og har derfor typisk et androgynt udseende, og "hans" stemme lyder som en blanding af en man og en kvinde. Vel passende til "hans" navn, har Envy evnen til at formskifte til stort set hvad som helst, men "hans" fortrukne form er en muskuløs teenager med langt strithår og en form for kampsports uniform, mens "hans" sande form er et kæmpe stort grønt monster. På grund af denne evne har Envy ofte rollen som spion.

### Greed
Greed, opkaldt efter dødssynden Greed "Grådighed", er den tredje ældste Homunculus skabt af Father og er omkring 200 år gammel. Som hans navn antyder, er han meget grådig og kræver alt i verden, penge, kvinder, magt, og udødelighed. På grund af det, og på grund af at Fathers mål ville berøve ham hans chancer for at få alt i verden, forrådte han gruppen. Efter han blev fanget af Wrath blev han absorberet af Father og "genfødt" senere. Men også denne Greed forrådte dem, og sluttede sig til Edward og hans venner. Greeds egen unikke evne er at han kan ændre koncentrationen af kulstof i kroppen, og gøre hans hud lige så hårdt som en diamant. Denne evne bliver kaldt Det Ultimative Skjold "Ultimate Shield" blandt Homunculierne og andre. Det er ukendt hvilken rolle han havde da han stadig tjente Fader.

### Sloth
Sloth, opkaldt efter dødssynden Sloth "Dovenskab", er den tredje yngste Homunculus skabt af Father og er omkring 150 år gammel. Som hans navn antyder, er han meget sløv og doven og vil helst bare blive færdig med sit job så han kan sove. Han er en enorm og muskuløs Homunculus hvis krop er utrolig hård, men lader ikke til at være særlig intelligent. På trods af det er han den hurtigste Homunculus og kan bevæge sig så hurtigt at folk ikke kan se ham, men han kan ikke selv se noget og kan ikke kontrollere retningen. Hans unikke evne, ud over hans fart og utroligt hårde krop, er hans enorme styrke. Hans opgave er at grave en enorm tunnel rundt om Ametris som Father vil bruge som en Transmutations Cirkel.

### Pride
Pride, opkaldt efter dødssynden Pride "Stolthed", er den første Homunculus skabt af Father og er over 300 år gammel. Som hans navn antyder, er Pride meget arrogant og ser sig selv som bedre end andre, selv sine Homunculus søskende. Han er den mest magtfulde af de 7 Homunculi og tilsyneladende den højest rangeret, da han er blevet set give ordre til Sloth og Envy. På grund af dette, er han højt respekterede, og frygtet, af de andre. På trods af hans alder, ligner Pride bare en lille dreng på omkring 10 år. Pride er den sande identitet bag Selim Bradley, Præsident King Bradleys søn. Udover Homunculis standard evner, super regeneration, evigt liv og modstand overfor døden der grænser til udødelighed, ligger Prides sande evner i hans skygge (der også er hans sande form), som ligner Fathers originale form selvom den er større og stærkere med mange øjne og skarptandede munde. Pride kan med sin skygge gøre stortset alt hvad de andre Homunculi kan.

### Wrath
Wrath, opkaldt efter dødssynden Wrath "Vrede", er den yngste Homunculus skabt af Father og er omkring 60 år gammel. På trods af den voldelige og arrige natur han symbolisere, er han den mest rolige at de syv Homunculi. Han er den sande identitet for Præsident King Bradley og hans rolle er som leder af Amestris. Wrath er en menneske-baseret Homunculus og hans sten har kun en sjæl i sig, hvilket gør han ikke har de regenerative eller udødeligheds evner som sine søskende. Ud over hans imponerende kamp evner og evner med sværd, er hans eneste evne sit øje der tillader ham at se hvad som helst, selv luften. Dette har givet ham kælenavnet Ultimative Øje (Ultimate Eye) blandt sine Homunculus søskende. På trods af at han er den yngste, har han det ældste udseende, da han ligner en gammel mand I 60'erne og han er den næststærkeste Homunculus ud over Pride.

## Univers

### Alkymi
Alkymi: At ændre et materiales struktur eller form. Det består i 3 processer; at analysere – viden om nogets struktur/indhold/opbygning, at dekonstruere – at adskille nogets opbygning, og at konstruere – at danne noget nyt ud fra samme materiale. I Fullmetal Alchemist når alkymi anvendes, bliver en energi frigjort (i form af en elektrisk udlanding) denne energi kommer i to farver.
Blå - Normal alkymi generere et lyst blåt—næsten hvidt—lys. Dette er den mest almindelige, alsidige farve produceret i alkymi kunsten.
Rød - Alkymi udført ved brug af en Philosopher's Stone (De vises Sten) genererer en klart red energi udladning. Dette inkludere det lys der genereres når en the Homunculus' krop regenerere (eller når Envy skifter form).

### Homunculi
Homunculi: Menneskelignende væsner der hver indeholder en Philosopher's Stone "De Vises Sten". Alle syv Homunculi er blevet skabt af den mystiske Father "Far" og hjælper ham med at opnå hans mål. De syv Homunculi er alle navngivet efter ét af de 7 dødssynder og deres personlighed afspejles af dette. Der er kun en måde at slå en homunvuli ihjel på og det er ved at fjerne deres Philosopher's Stone. Det er den der gør dem i stand til at "gendanne" sig selv på få sekunder

### Statsalkymist
Statsalkymist: Alkymist som arbejder for staten. Samler hvert år oplysninger sammen om sin forskning i alkymi og aflevere denne til præsidenten. Hvis det indsamlede materiale ikke indeholder nogle umiddelbare fremskridt, vil personen blive frataget navn som statsalkymist og disses rettigheder. Rettighederne for en statsalkymist er at kunne få informationer fra staten til enhver tid samt en autoritet lig en general(Major ifølge mangaen).

### Pentagram
Pentagram: cirkelformet diagram til at transformere ting. brugt af alle alkymister i forskellig form.

### De Vises Sten
De Vises Sten: En legendarisk sten, der siges at kunne gøre én udødelig, samt ignorere regel om præcis veksel – altså at man kan skabe noget uden at tilføre samme mængde.

### Kimærer
Kimærer: levende væsner, der har været underlagt menneske- eller dyre- transformation, og deraf er blevet til en slags mutanter.

## Manga og Animé
Der er to forskellige animéer. Den ene fra 2003 følger handlingen fra de første bind af mangaen, men fjerner sig så fra mangaen. Den anden fra 2009 følger derimod handlingen fra mangaen temmelig præcist.
- Wikimedia Commons har flere filer relateret til Fullmetal Alchemist